# Сазонов Олег Павлович
Олег Павлович Сазонов  (нар. 5 травня 1938, Новоград-Волинський, Житомирської області — пом. 11 жовтня 2014, Львів) — український тренер, Заслужений тренер України з вільної боротьби, викладач вільної боротьби у Львівському державному училищі фізичної культури. Суддя міжнародної категорії.

## Біографія
Тренувався у Євгена Івановича Щиглова. Був чемпіоном управління ЦР «Динамо», чемпіоном ЦР «Спартак». Спортивне звання — майстер спорту СРСР.
Навчався у Львівському державному університеті фізичної культури (1955–1959 рр.).
Працював у Львівському державному училищі фізичної культури з 1977 року. За роки багатолітньої праці підготував цілу плеяду знаменитих борців. Серед його вихованців — призери чемпіонатів світу та Європи серед чоловіків. Та найбільших успіхів Олег Павлович досяг, коли він перейшов працювати з дівчатами. Понад 10 років був незмінним тренером кадетської збірної команди України з жіночої боротьби. Під його керівництвом збірна команда України чотири рази ставала найкращою у Європі. За цей період було завойовано 49 медалей Європейських і 11 медалей світових чемпіонатів.
Він підготував понад 150 майстрів спорту, 7 майстрів спорту міжнародного класу та Заслуженого майстра спорту. Серед його вихованців також 5 заслужених тренерів України.
Неодноразово був визнаний найкращим тренером України з жіночої боротьби.
Представляв Львівську обласну організацію Фізкультурно-спортивного товариства «Динамо» України з 1963 р.

## Вихованці
Серед вихованців Олега Павловича Сазонова — переможці та призери міжнародних та національних змагань найвищого рівня, в тому числі:
- майстер спорту міжнародного класу, призер Чемпіонату світу, неодноразовий призер Чемпіонатів Європи з вільної боротьби Михайло Кушнір,
- майстер спорту міжнародного класу, призер Чемпіонату Європи з вільної боротьби Роман Мотрович,
- майстер спорту міжнародного класу, призер чемпіонату Європи Олександр Колесник,
- майстер спорту міжнародного класу, чемпіон світу і Європи серед юніорів, володар Кубку світу Ігор Первачук.

Серед жінок це:
- заслужений майстер спорту, бронзова призерка чемпіонатів світу 2006 і 2007, срібна призерка чемпіонату Європи 2007, бронзова призерка чемпіонату Європи 2008, чемпіонка Європи 2009 і 2012 років, учасниця XXIX літньої Олімпіади в м. Пекіні (Китай) Наталія Синишин,
- майстер спорту міжнародного класу, чемпіонка Європи 2008 Мар'яна Квятковська,
- майстер спорту міжнародного класу, бронзова призерка чемпіонату світу 2008, чемпіонка та триразова призерка чемпіонатів Європи, бронзова призерка Кубку світу Юлія Благиня,
- майстер спорту міжнародного класу, бронзова призерка чемпіонату Європи 2013, дворазова бронзова призерка чемпіонатів Європи серед юніорів, бронзова призерка чемпіонату Європи серед кадеток Тетяна Лавренчук,
- майстер спорту, бронзова призерка чемпіонату світу серед юніорок 2013, чемпіонка Європи серед юніорок 2012 Лариса Скоблюк
- майстер спорту, чемпіонка Європи серед кадетів, бронзовий призер Чемпіонату світу серед юніорок Марія Лівач,
- майстер спорту, чемпіонка Європи серед кадетів, двічі срібна призерка чемпіонатів Європи серед юніорів Мар'яна Безрука,
- майстер спорту, бронзова призерка на чемпіонаті світу серед юніорок 2007 та юніорській першості Європи Катерина Домбровська,
- майстер спорту, бронзова призерка Чемпіонату Європи серед юніорок 2009, бронзова призерка чемпіонату світу серед юніорок 2010 Анжела Клєщева,
- майстер спорту, срібна призерка на чемпіонаті світу серед кадеток та кадетській першості Європи 2014, бронзова призерка серед кадеток чемпіонату Європи 2013 та чемпіонату світу 2012 Мар'яна Колос,
- майстер спорту, бронзова призерка чемпіонату світу 2015, срібна призерка чемпіонатів Європи 2016 та 2019 Тетяна Кіт,
- майстер спорту, бронзова призерка чемпіонату світу серед юніорок 2009, Надія Градюк
- майстер спорту, бронзова призерка чемпіонату світу 2012 серед кадеток Вікторія Лукінська,
- Антоніна Птіцин, Богдана Ящук, Юлія Малик та інші.

## Тренерські досягнення та нагороди
- Заслужений тренер України
- Найкращий тренер України 2009, 2010 та 2011 років